# Harmodi i Aristogíton

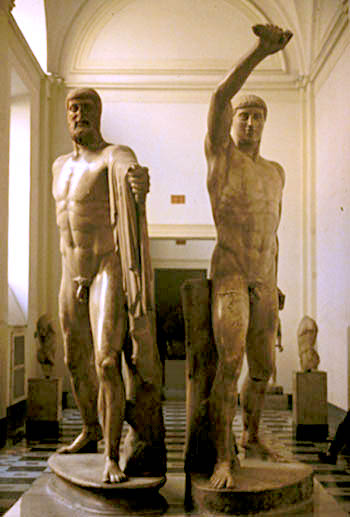
Estàtua d'Harmodi i Aristogíton, al Museu Arqueològic Nacional de Nàpols (còpia romana de marbre de la versió atenenca de Crítias i Nesiotes)

Harmodi (en grec antic: Ἁρμόδιος, 'Harmódios') i Aristogíton (en grec antic: Ἀριστογείτων -ονος, Aristogeíton), també coneguts com els Tiranicides, van ser els assassins d'Hiparc, germà del tirà Hípias, l'any 514 aC.
Aristogíton i Harmodi, que pertanyien al clan atenenc dels Gefireus, estaven enamorats. Hiparc, al seu torn, estava enamorat d'Harmodi i els va voler separar, i com que no ha va aconseguir va decidir fer una ofensa pública: la germana d'Harmodi havia de participar en una cerimònia sagrada i Hiparc li va impedir la participació per manca d'honor. Al mateix temps, Aristogíton estava desesperat per les insinuacions d'Hiparc a Harmodi, ho va comentar al seu amant i ambdós van decidir de matar Hiparc i el seu germà Hípias.
Els relats de la conspiració són diferents segons els autors. Segons Plató, un ex-amant d'Harmodi es va enamorar d'Hiparc, amb qui va acabar aparellat, i això va desvetllar la gelosia d'Harmodi.
Aquest i Aristogíton van comunicar el seu pla a molt poca gent per evitar ser descoberts i van triar com a dia per actuar el de la processó de les Panatenees, en què els ciutadans armats anaven del Ceramic al temple d'Atena Políada: aquest era l'únic dia en què es podia anar armat sense despertar sospites.
En el moment de l'acció alguns dels conspiradors van ser vistos parlant amb Hípias, i Harmodi i Aristogíton van pensar que havien estat traïts i van fugir. Van anar a trobar Hiparc a la ciutat i prop del Leocòrion el van matar.
Harmodi va ser mort pels guàrdies, però Aristogíton es va poder escapar, encara que aviat el van agafar i torturar i, sota tortura, va revelar el nom dels seus còmplices. Tanmateix, en lloc de donar els noms de debò va donar els dels amics del tirà, que van ser tots injustament executats; quan se li va preguntar si quedava algú més, va dir que ja havia aconseguit matar tots els que odiava menys el mateix tirà. Segons el relat que en fa Heròdot, va dir que volia revelar una cosa concreta al mateix Hípias i quan el va tenir prop li va mossegar l'orella i la hi va arrencar, però aquest relat sembla exagerat.
Hípias va ser derrocat al cap de tan sols quatre anys. Els descendents dels dos assassins i màrtirs van gaudir de privilegis excepcionals, incloent la immunitat (que ni tan sols els la va ser privada per la llei de Leptines el 355 aC), i la seva gesta era motiu de cants populars. Pausànias esmenta la seva tomba.
Antènor va fer les seves estàtues en bronze l'any 509 aC, només un any després de l'expulsió del tirà, que van ser renovades el 477 aC per l'escultor Crítias i el seu ajudant Nesiotes: s'hi veu el jove Harmodi amb el braç aixecat per clavar el punyal al tirà, amb Aristogíton al costat en actitud protectora. N'ha pervingut fins a nosaltres una còpia romana de marbre que es conserva al Museu Arqueològic Nacional de Nàpols, provinent de la Col·lecció Farnese.